# Tegalega (Cigudeg)
Tegalega is een bestuurslaag in het regentschap Bogor van de provincie West-Java, Indonesië. Tegalega telt 7552 inwoners (volkstelling 2010).